# حسین فاضل
حسین فاضل (انگلیسی: Hussain Fadel؛ زاده ۹ اکتبر ۱۹۸۴) یک بازیکن فوتبال اهل کویت است.
وی همچنین در تیم ملی فوتبال کویت بازی کرده‌است.